# Armitage (Staffordshire)

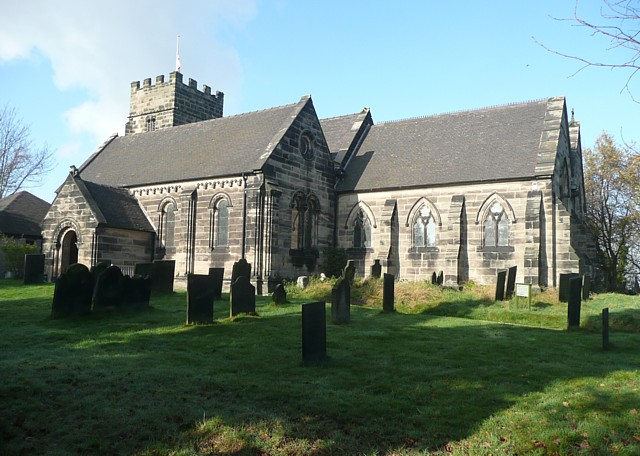
Church of John the Baptist, Armitage Der Turm wurde 1632 als Anbau an eine normannische Kirche errichtet, die 1844–47 teilweise im normannischen Stil umgebaut wurde.

Armitage ist ein Dorf in der Grafschaft Staffordshire, England, das am Trent and Mersey Canal südlich von Rugeley und nördlich von Lichfield liegt. Gemeinsam mit dem benachbarten Dorf Handsacre bildet es die Civil Parish Armitage with Handsacre, die laut Volkszählung 2011 eine Bevölkerung von 5335 hatte.

## Lage und Geografie
Armitage befindet sich im Lichfield District, in der Ebene des Flusses Trent. Die nördliche Grenze der Gemeinde bildet der Trent, während die Umgebung von Wäldern und landwirtschaftlichen Flächen geprägt ist. Die Region ist durch die Nähe zur West Coast Main Line und die gute Anbindung an die Städte Lichfield, Rugeley und Stafford verkehrstechnisch gut erschlossen.

## Geschichte
Der Name Armitage leitet sich vom mittelenglischem „Ermitage“ (Hermitage) ab, was auf eine Überlieferung zurückgeht, dass ein Einsiedler zwischen der Kirche und dem Fluss Trent lebte. Die Siedlung wurde im 16. Jahrhundert als Armytage bezeichnet und war früher als Hermitage bekannt. Im Mittelalter gehörte das Gebiet verschiedenen Grundherren, darunter die Familien Lane, Chetwynd und Spode.

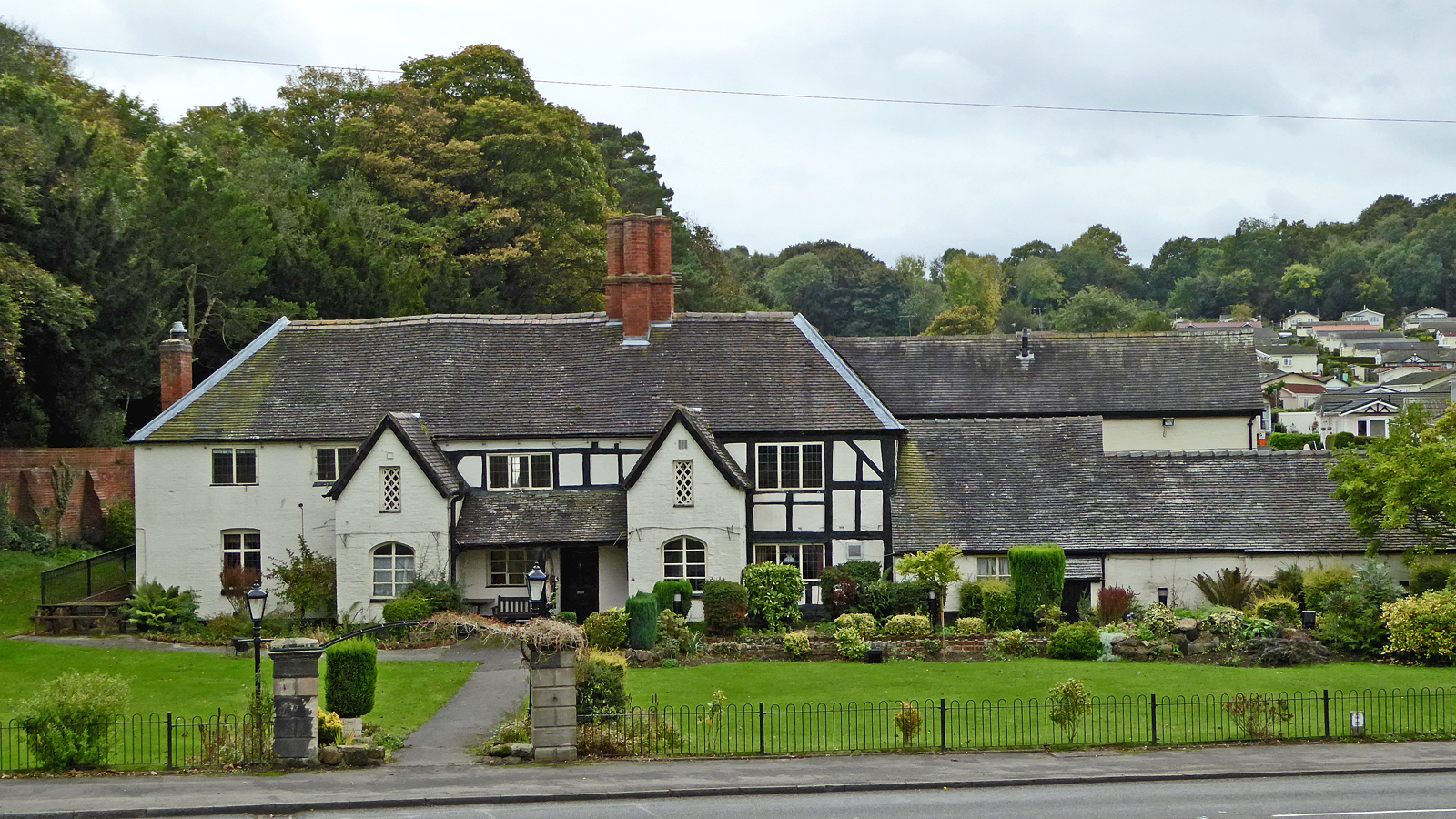
Spode Cottage in Armitage

## Wirtschaft und Industrie

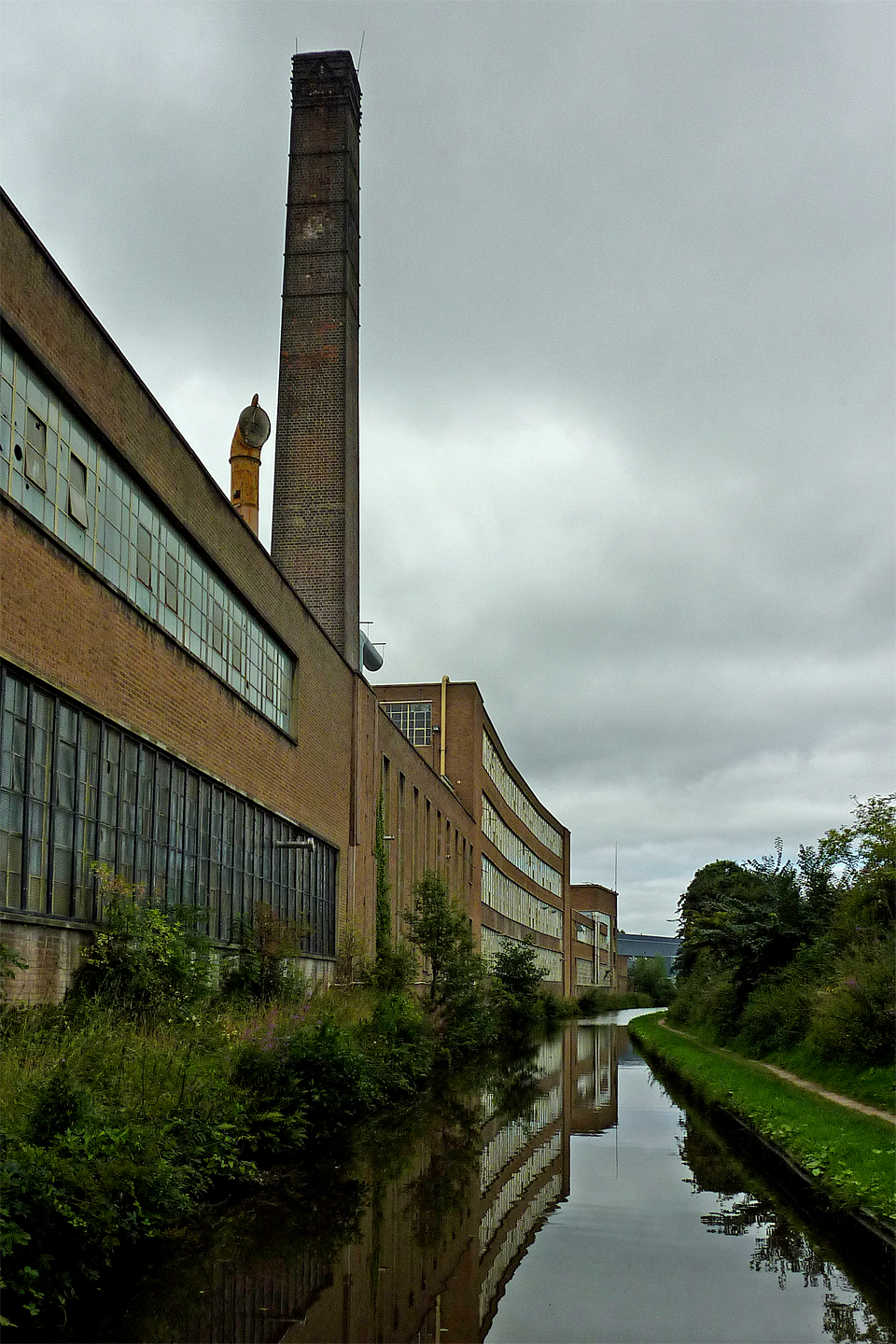
Kanal von Armitage Shanks Toilettenfabrik

Armitage ist vor allem durch die Sanitärkeramikfabrik Armitage Shanks bekannt, die 1817 von Thomas Bond gegründet wurde. Ursprünglich als kleine Töpferei begonnen, entwickelte sich das Unternehmen im 19. Jahrhundert zu einem bedeutenden Hersteller von Sanitärkeramik und ist bis heute ein wichtiger Arbeitgeber der Region.

## Sehenswürdigkeiten
- St. John the Baptist Church: Die Pfarrkirche am nördlichen Dorfrand ist bekannt für ihre Orgel, die ursprünglich 1789 für die Kathedrale von Lichfield gebaut und 1865 nach Armitage umgesetzt wurde.[7]
- Armitage Park: Ein gotisches Herrenhaus aus dem 19. Jahrhundert, das als architektonisches Juwel der Region gilt.[8]
- Im Dorf und der Umgebung befinden sich insgesamt 25 denkmalgeschützte Gebäude.[9]Hawkesyard Hall in der Nähe von Armitage

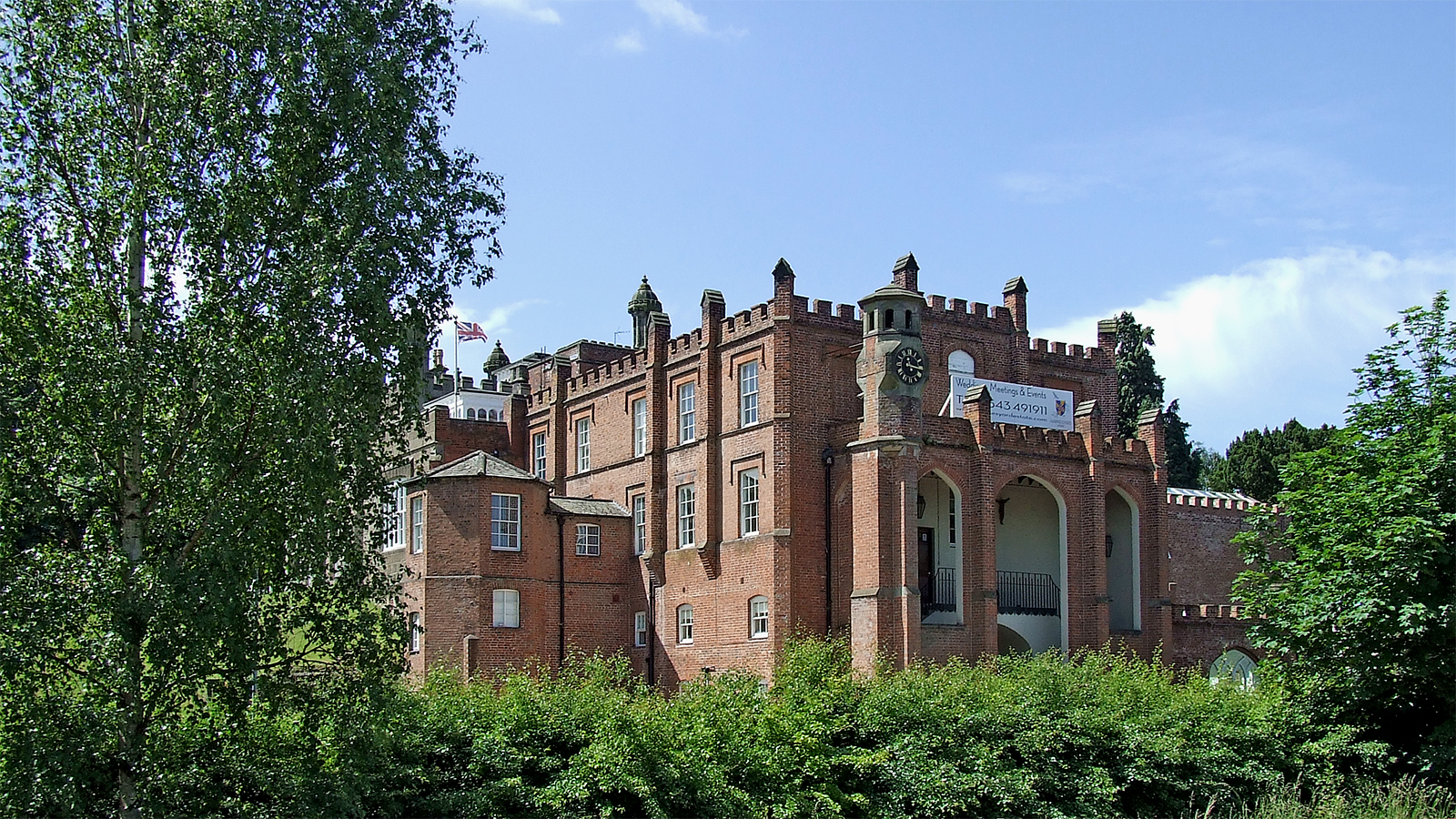
Hawkesyard Hall in der Nähe von Armitage

## Verkehr
Armitage liegt an der Bahnlinie zwischen Lichfield und Rugeley sowie am Grand Trunk Canal (Trent and Mersey Canal), der im Gemeindegebiet durch einen langen Tunnel führt.

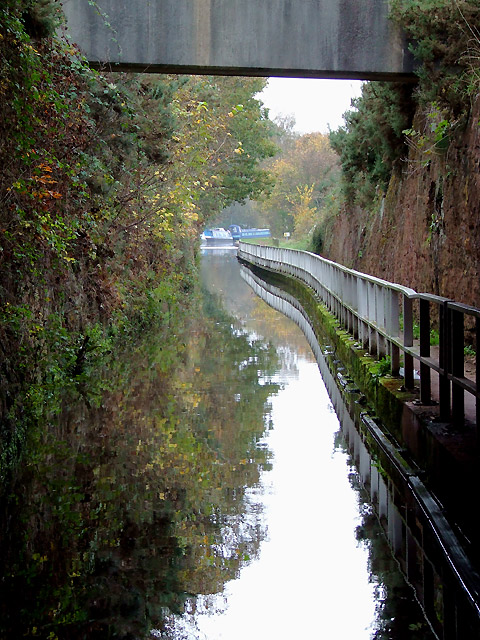
Ehemaliger Armitage-Tunnel, Staffordshire. Trent and Mersey Canal. Die Decke des etwa 120 m langen Tunnels wurde 1971 entfernt, weil der nahe gelegene Kohlebergbau Senkungsschäden verursachte.